# التحيز الجنسي في ويكيبيديا

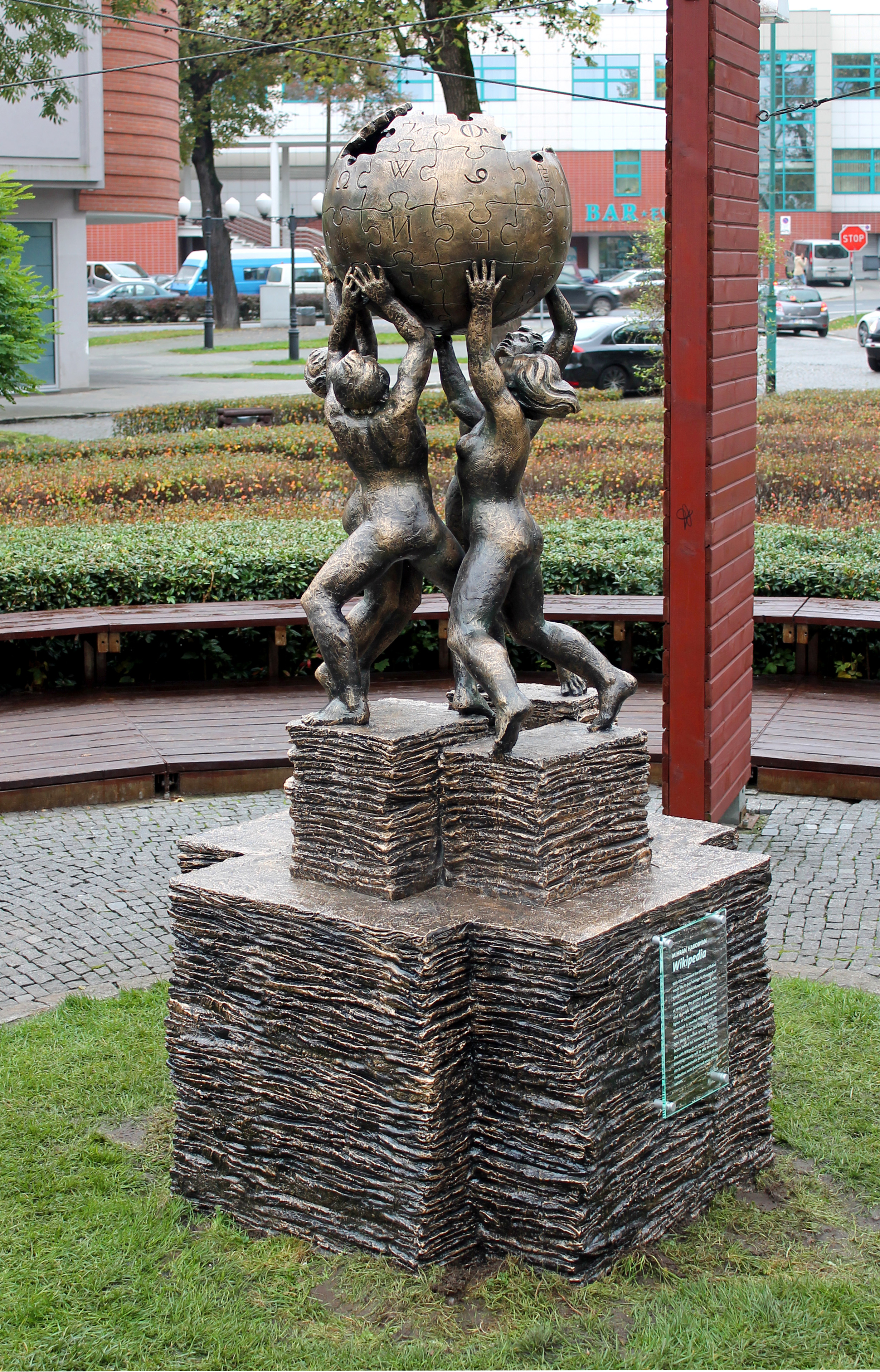
نصب تذكاري ويكيبيديا يمثل رجلا وامرأة يحملان ويكيبيديا.

التحيز بين الجنسين في ويكيبيديا، يشير إلى حقيقة أن معظم المساهمين في ويكيبيديا هم من الذكور، ما جعل عدد سير حياة النساء على ويكيبيديا قليلة نسبيًا، وكذلك الموضوعات التي تهم النساء.
بلغت نسبة الذكور المشاركين في استطلاع عام 2018 الذي يغطي نسخ ويكيبيديا باثني عشرة لغة وبعض مشاريع مؤسسة ويكيميديا الأخرى 90%، بينما بلغت نسبة الإناث 8.8%، ومن عبّروا بغير ذلك 1%. بلغت نسبة الذكور من بين 88 مشاركًا في استطلاع للمساهمين على ويكيبيديا الإنجليزية 84.7%، بينما بلغت نسبة الإناث 13.6%، ومن عبّروا عن أنفسهم بغير ذلك 1.7%. قدرت دراسات أخرى منذ عام 2011- ركزت غالبًا على ويكيبيديا الإنجليزية- النسبة المئوية للمحررات بما يصل إلى 20%.
تقلّ احتمالية أن تكون مقالات ويكيبيديا المتعلقة بالنساء مُضمّنة، أو موسّعة، أو حيادية، أو مفصّلة. وجدت دراسة أجريت عام 2021 أن 41% من ترجمات سير الحياة المرشحة للحذف في أبريل 2017، كانت سير حياة نسائية، رغم أن نسبة ترجمات سير الحياة النسائية المنشورة بلغت 17% فقط. هناك محدودية في ظهور النساء وإمكانية وصولهن إلى ويكيبيديا، إذ وجد تقرير لعام 2015، أن الصفحات النسائية عمومًا «ترتبط غالبًا بالرجال». وُجدت اللغة التي تعد متحيزة جنسيًا أو مشحونة أو جندرية في مقالات حول النساء. يعد التحيز الجنسي من بين الانتقادات الأكثر شيوعًا لويكيبيديا، وأحيانًا كجزء من نقد أكثر عمومية حول التحيز المنهجي في ويكيبيديا.
أعلن مؤسس ويكيبيديا جيمي ويلز في عام 2015، أن الموسوعة فشلت في الوصول إلى هدفها في الاحتفاظ بنسبة 25% من النساء المحررات. طُورت برامج مثل «إديتاثون» و«نساء باللون الأحمر» لتشجيع المحررات وزيادة تغطية الموضوعات الخاصة بالمرأة. وجدت دراسة أجريت في عام 2020 تقدم مُحرز: إذ تحرّت الدراسة المساهِمات من بين المساهمين «الأساسيين» مقابل «المساهمين الثانويين»، ووجدت أن التوازن بين نوعي المساهمين يحقق محتوى بوجهات نظر أكثر حيادية.

## التحيز بين الجنسين في المحتوى
بلغت نسبة مقالات سير الحياة التي تناولت نساء، من بين حوالي 1.5 مليون مقال على ويكيبيديا الإنجليزية، 19% فقط في عام 2021. تعدّ مقالات سير الحياة النسائية أكثر عرضةً للترشح للحذف من مقالات الرجال. وجد الباحثون أن نسبة المقالات المتعلقة بالنساء إلى المقالات المتعلقة بالرجال في ويكيبيديا الإنجليزية وخمس نسخ بلغات أخرى، أعلى منها في ثلاث قواعد بيانات أخرى. خلص التحليل باستخدام اللغويات الحاسوبية، إلى أن الطريقة التي يوصف بها كل من النساء والرجال في المقالات توضح التحيز، إذ يُرجح أن تستخدم المقالات المتعلقة بالنساء كلمات مرتبطة بالجنس والأسرة بشكل أكبر.
يعتقد الباحثون أن ذلك دلالة لاعتبار محرري ويكيبيديا الذكر «كجندر أساسي» (بعبارة أخرى، افتراض أن «الذكر» مثال على مبدأ الذكر كمعيار، مالم يذكر غير ذلك). ورد نقد آخر لنهج ويكيبيديا في مقال افتتاحي للغارديان عام 2014، أنها اختلقت بصعوبة أحكامًا حول «ما يهمّ»، إذ لاحظوا أن الصفحة التي تسرد الممثلات الإباحية كانت أفضل تنظيمًا من الصفحة التي تسرد الكاتبات.
نشرت المجلة الدولية للاتصالات بحثًا لريجل ولورين رو درسا فيه التغطية، والتمثيل الجندري، وطول المقالة، لآلاف الموضوعات المتعلقة بسير الحياة على ويكيبيديا باللغة الإنجليزية وموسوعة بريتانيكا على الإنترنت. خلصوا إلى أن ويكيبيديا قدمت تغطية أفضل ومقالات أطول بشكل عام، وأن المقالات المتعلقة بالنساء في ويكيبيديا أكثر منها في بريتانيكا بالأرقام، إلا أن مقالات ويكيبيديا عن النساء أكثر عرضةً للحذف من المقالات المتعلقة بالرجال مقارنة ببريتانيكا. تفوقت ويكيبيديا على بريتانيكا فيما يتعلق بسير الحياة، فقط عندما ارتبطت بالرجال، لذا يمكن القول إن بريتانيكا حققت توازنًا أكبر لمن أهملت ويكيبيديا تغطيتهم. لم يختلف طول المقالة دائمًا حسب النوع الاجتماعي في كلتا الموسوعتين. وجدت دراسة أجراها باحثون من جامعة منيسوتا وثلاث جامعات أخرى عام 2011 أن المقالات التي حررتها النساء، «والتي يُفترض أنها أكثر اهتمامًا بالنساء»، كانت «أقصر بكثير» في المتوسط من تلك التي عمل عليها الرجال أو من قبل كل من الرجال والنساء معًا.
وجدت دراسة أجريت عام 2015 أن كلمة «مُطَلّقة» قد استُخدمت في ويكيبيديا الإنجليزية ضمن مقالات سير حياة النساء أكثر من أربعة أضعاف مما استُخدمت كلمة «مُطلّق» ضمن مقالات الرجال. ورد في تصريح مؤسسة ويكيميديا: «لا نعرف السبب تمامًا، ولكن يُحتمل أن يكون هناك العديد من العوامل، بما في ذلك الاتجاه السائد عبر التاريخ لوصف حياة النساء من خلال علاقاتهن مع الرجال».
تُرشّح سير حياة النساء في ويكيبيديا للحذف بشكل غير متكافئ باعتبارها غير ملحوظة، وفقًا لدراسة أجرتها عالمة الاجتماع فرانشيسكا تريبودي عام 2021. ذكرت العديد من المقالات عندما فازت دونا ستريكلاند بجائزة نوبل في الفيزياء في أكتوبر 2018، أن ويكيبيديا لم تحتو على صفحة باسمها. قُدم نموذج لكنه رُفض لعدم إظهار «تغطية ملحوظة- وليس مجرد إشارات عابرة- حول الموضوع».
وجد فاغنر وآخرون في عام 2016، أن أوجه عدم المساواة بين الجنسين تتجلى في محتوى سير الحياة في ويكيبيديا بعدة طرق، بما في ذلك الحدود غير المتكافئة لتضمين مقال عن شخص، والتحيز في المواضيع، والتحيز اللغوي، وعدم المساواة الهيكلية. وجد المؤلفون أن النساء اللواتي لديهن سيرة ذاتية على ويكيبيديا أكثر ملحوظية من الرجال على ويكيبيديا، واقترحوا ثلاث تفسيرات محتملة للبحث في المستقبل: 1) يُرجح أن يكتب المحررون عن نوعهم الاجتماعي، 2) أو أن الرجال أكثر ميلًا لإنشاء مقالات عن أنفسهم، 3) أو أن المصادر الخارجية تجعل النساء أقل وضوحًا. هناك ميل واضح لاحتواء السير الذاتية الخاصة بالنساء على مواضيع تتعلق بالأسرة والجنس والعلاقات (التحيز في المواضيع)، وينطبق ذلك بشكل أكبر على سير حياة النساء المولودات قبل عام 1900. وجد المؤلفون أيضًا اختلافات هيكلية من حيث البيانات الوصفية والروابط التشعبية، والتي تؤثر على أنشطة البحث عن المعلومات.
كتبت ستايسي شيف مقالًا في نيويوركر عن ويكيبيديا بعنوان «اعرف كل شيء» في يوليو 2006، وأُنشئت مقالة ويكيبيديا عنها في نفس اليوم. لم تحقق ملحوظية وفقًا لمعايير ويكيبيديا برأي تيموثي نواه، رغم حصولها على زمالة غوغنهايم وجائزة بولتزر قبل سنوات عديدة. يَظهر كل من مقالها والمقال عنها الآن في ويكي بروجيكت لمواجهة التحيز المنهجي.
تركز بعض الأبحاث على مواضيع غير الفجوة بين سير حياة النساء والرجال على ويكيبيديا، وتشمل اللغويات، والاختلافات في المواضيع المُغطاة. أجرت جمعية اللغويات الحاسوبية تحليلًا نصيًا للتحيزات بين الجنسين في مقالات ويكيبيديا. وجدت الدراسة أن المقالات المتعلقة بالنساء تحتوي على عبارات دلالية للنوع الاجتماعي مثل 'female scientist' أي «عالمة امرأة» بينما يُشار إلى الرجال باستخدام مصطلحات أكثر حيادية بين الجنسين مثل 'scientist' دون دلالة على النوع الاجتماعي. خلصت الدراسة إلى أن التحيز الجندري العام آخذ في التناقص في المقالات العلمية والأسرية، بينما يتزايد في المحتوى الفني والإبداعي.
تؤثر المضايقات المتعلقة بالتحيز الجندري على أولئك المُعرّفين كمتوافقي النوع الاجتماعي على ويكيبيديا، فمثلًا عندما يظهر المشاهير ويُعرّفون أنفسهم كمغايرين للنوع الاجتماعي، يتعرضون غالبًا للتمييز ويصبح ما يجب استخدامه من الضمائر معهم محط جدال. تعدّ الجدالات المتعلقة بتشيلسي مانينغ عام 2013 وكيتلين جينر 2015، من الأمثلة الشهيرة، إذ لم تُحترم الضمائر التي رغبتا في أن تُستخدم معهما، واستُخدمت ضمائر النوع الاجتماعي السابق للتغير.
وجدت دراسة أجريت عام 2021 أن المقالات حول النساء مغايرات النوع الاجتماعي والأشخاص غير الممتثلين لنظام الثنائية الجندري، تحقق نسبة أعلى من مقالاتهم المخصصة لقسم «الحياة الشخصية»، والذي يركز غالبًا على الهوية الجندرية للشخص: «تعدّ الإشارة الضمنية إلى أن الهوية الجندرية سمة جديرة بالملاحظة لهذه المجموعات، مؤشرًا على ممارسة (الآخرية)، عندما يُميّز الأفراد أو يُصنّفون على أنهم لا يتناسبون مع معيار مجتمعي، والذي يُمارس غالبًا في سياق النوع الاجتماعي أو التوجه الجنسي».